# Vallées de la Scarpe et de l'Escaut
Les vallées de la Scarpe et de l'Escaut sont une zone humide d’importance internationale située dans le département du Nord, ente Douai et la frontière belge, labellisé en 2020 au titre de la convention de Ramsar. Cet espace est intégré au réseau européen Natura 2000.

## Caractéristiques
Le site Ramsar des vallées de la Scarpe et de l'Escaut constitue la plus grande zone humide intérieure de la région Hauts-de-France. Il est constitué d'une mosaïque de milieux humides : plans d’eau, marais, tourbières, prairies, forêts, rivières et fleuve.
De grands plans d’eau sont le fruit d’effondrements miniers jouent un rôle majeur dans l’accueil de l’avifaune nicheuse ou migratrice. L'héritage monastique est constitué d'un abondant réseau de fossés.
Les zones humides du site jouent également un rôle majeur dans les usages anciens : agriculture, pêche, chasse. S'y ajoutent aujourd'hui les activités liées au tourisme, aux sports de nature et à l’activité naturaliste.
Le site contribue au cycle de l’eau potable, participe au soutien à l’étiage des cours d’eau, permet la fourniture d’un foin de qualité en période de sécheresse, et les tourbières jouent un rôle essentiel dans le stockage du carbone.
La mosaïque de milieux humides dépend des influences de la nappe de la craie sous-jacente. Les tourbières alcalines, au sein d’un système hydrologique de grands cours d’eau de plaine, ont un fonctionnement complexe et rare.
Le site héberge plusieurs espèces exceptionnelles : la grenouille des champs, la dolomedes plantarius, le murin des marais, l’agrion de Mercure, l’ache rampante....